# Fladbury
 (juillet 2018).
Si vous disposez d'ouvrages ou d'articles de référence ou si vous connaissez des sites web de qualité traitant du thème abordé ici, merci de compléter l'article en donnant les références utiles à sa vérifiabilité et en les liant à la section « Notes et références ».

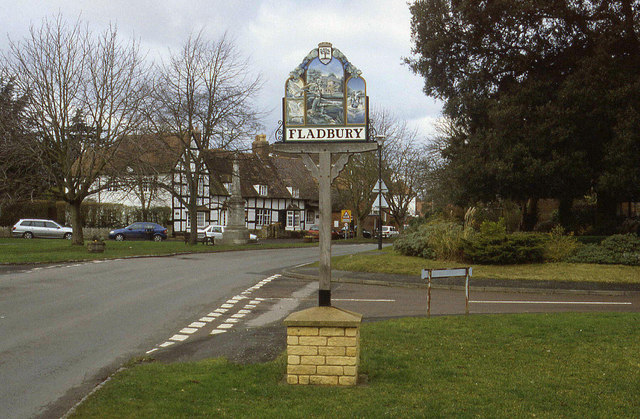
Le panneau d'entrée du village.

Fladbury est un village et une paroisse civile du Worcestershire, en Angleterre. Il est situé sur l'Avon, à cinq kilomètres environ à l'ouest de la ville d'Evesham. Administrativement, il relève du district de Wychavon. Au moment du recensement de 2011, il comptait 813 habitants.

## Étymologie
Le nom Fladbury remonte à la période anglo-saxonne : il est attesté sous la forme Fledanburg à la fin du VIIe siècle. Il dérive du mot burh « forteresse », suffixé à un nom de femme, *Flǣde. Il est attesté dans le Domesday Book sous la forme Fledebirie.